# 永安區
永安區，得名自境內的「舊永安塭」及「新永安塭」兩個魚塭，前身「永安鄉」，位於臺灣高雄市西北沿海地區，位置約為北緯22.8度，東經120.2度。北臨茄萣區，東鄰岡山區，東北連路竹區，西濱臺灣海峽，南接彌陀區。區內有台灣電力公司興達發電廠及台灣中油公司永安液化天然氣接收站，是南臺灣重要的能源接收及發送中心。永安區東北角被劃入南部科學園區路竹園區。
本區屬於平原地形，東邊地勢略高，海岸線上有潟湖景觀，且有紅樹林，氣候上則屬熱帶季風氣候。區內有永安工業區，故居民產業以製造業為主，但養殖漁業也頗為發達。其中石斑魚產量為全台之冠，因此該區也有「石斑魚的故鄉」之美譽。

## 歷史
永安區舊名「烏樹林」，係因早期此地海岸充滿紅樹林而得名，此外也有「竹仔港」的稱呼。1920年之前設竹仔港區，隸屬於臺南廳阿公店支廳，管轄維新里內之烏樹林庄、竹仔港庄、鴨母藔庄、北嶺墘庄、三爺埤庄、灣仔內庄、本洲庄。
1920年臺灣地方改制，將此地劃歸高雄州岡山郡，鴨母藔、北嶺墘、三爺埤改屬路竹，灣仔內、本洲改屬岡山街，烏樹林、竹仔港改屬彌陀管轄。戰後初期仍為原高雄縣彌陀鄉的一部分，1950年從彌陀鄉分出，以鄉內有「舊永安塭」、「新永安塭」，並取永保鄉境平安之義，定名為永安鄉。
2010年12月25日高雄縣市合併，改為高雄市永安區。2014年3月1日起，永安區戶政事務所與彌陀區戶政事務所，整併為「高雄市梓官戶政事務所」，原永安區及彌陀區戶政事務所併入，改稱「永安辦公處」及「彌陀辦公處」。

## 人口
根據高雄市政府民政局統計，2024年底永安區戶數約5.9千戶，人口約1.4萬人，區內人口最多與最少的里分別是維新里與鹽田里，2024年底兩里人口分別為3,862人與487人。

## 政治

### 歷任首長

#### 鄉長時期
| 屆次   | 姓名   | 備註 |
| ------ | ------ | ---- |
| 第1任  | 林金德 |      |
| 第2任  | 林金德 |      |
| 第3任  | 林金山 |      |
| 第4任  | 林金山 |      |
| 第5任  | 黃清日 |      |
| 第6任  | 黃清日 |      |
| 第7任  | 蔡寬永 |      |
| 第8任  | 蔡寬永 |      |
| 第9任  | 陳東柏 |      |
| 第10任 | 陳東柏 |      |
| 第11任 | 薛照全 |      |
| 第12任 | 蘇益生 |      |
| 第13任 | 郭清華 |      |
| 第14任 | 郭清華 |      |
| 第15任 | 黃順益 |      |

#### 區長時期
| 任次  | 姓名   | 備註 |
| ----- | ------ | ---- |
| 第1任 | 黃順益 |      |
| 第2任 | 林文祺 |      |
| 第3任 | 吳茂樹 |      |
| 第4任 | 林國慶 |      |
| 第5任 | 周益堂 |      |
| 第6任 | 蔣金安 |      |
| 第7任 | 黃瑞財 |      |

### 區政組織

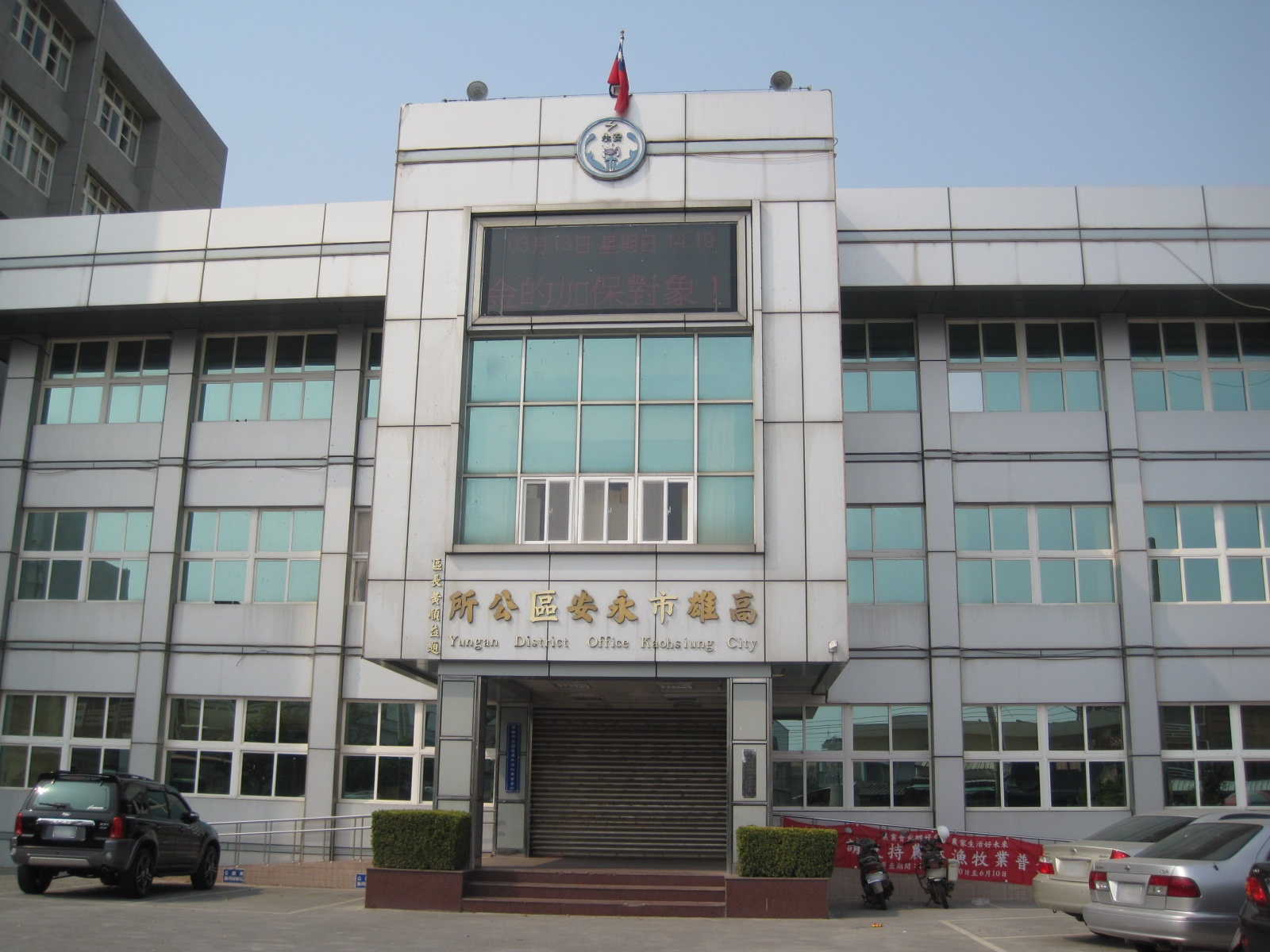
永安區公所

永安區公所是高雄市政府在永安區的派出機關，在中華民國政府架構中為市政府綜理區政的執行機關，上級業務監督機關為高雄市政府。区长由市長任命，其任期為無任期保障。在區長及主任秘書之下，設有4課2室等6個內部單位及1名人事管理員。

### 行政區劃
| 永安區行政區劃 |
|                |

- 一共分為6里，由北順時針依序分別為：鹽田里、保寧里、維新里、永華里、新港里。中間為永安里。

### 區徽
107年設計區徽（現今使用）

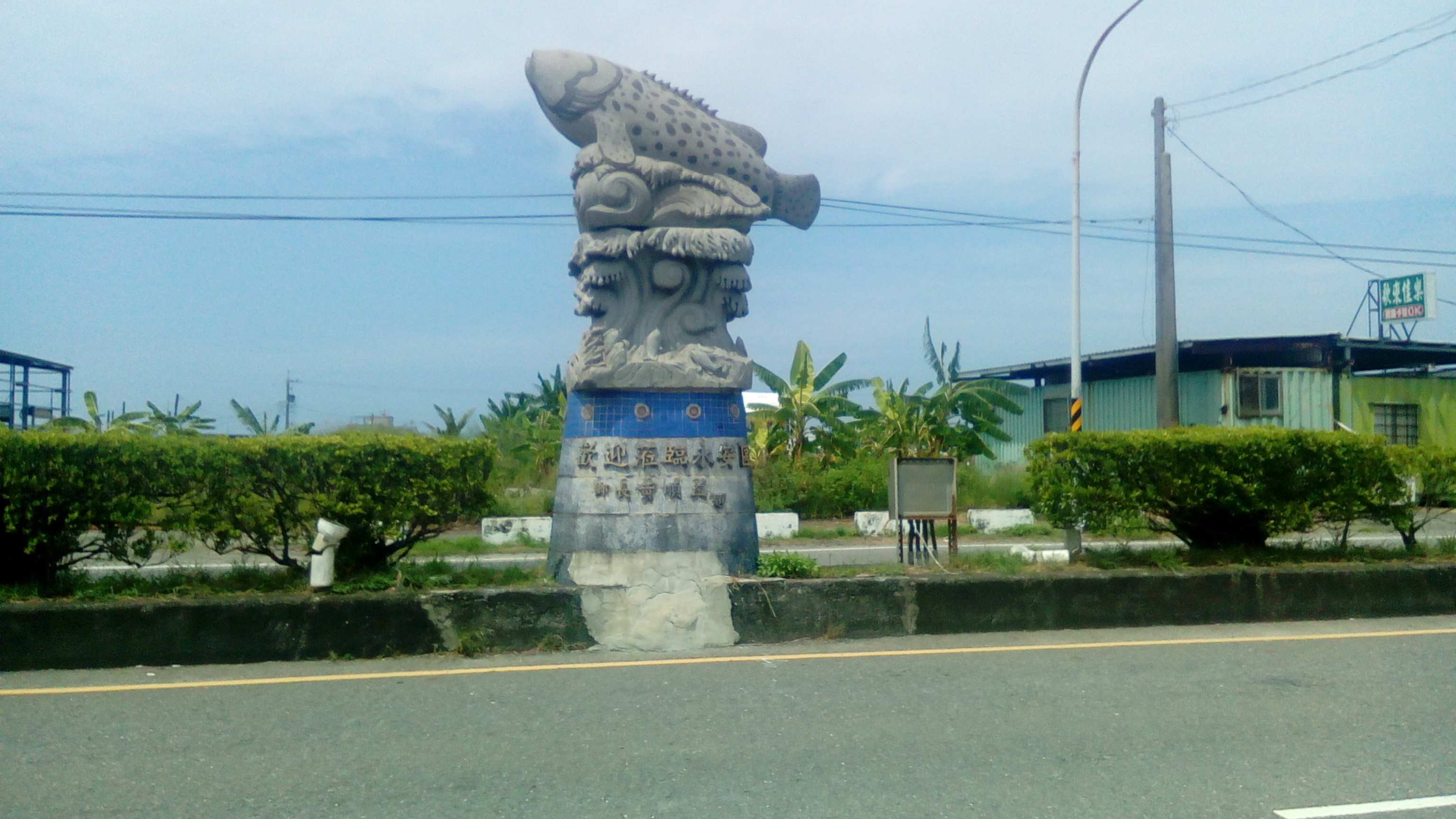
象徵永安特色的石斑魚造型物

設計理念：「永」字為石斑魚，「安」字由魚苗與魚影組合而成，底圖圓圈象徵魚塭，石斑躍出水面展現源源不絕的生命力，橘黃色光線如同陽光灑在水面上波光粼粼，光面反射在石斑魚身上，形成不同顏色漸層變化。

### 其他行政機關

#### 農會
- 永安區農會
- 永安區農會 保寧分部
- 永安區農會 維新分部

#### 漁會
- 永安區漁會

## 文化

### 宗教信仰

#### 道教和臺灣民間信仰
永安
- 永安永安宮
- 永安天文宮
- 永安天后宮
- 永安慈濟宮
- 永安照顯府
- 永安崁下南天宮

竹仔港(維新)
- 竹仔港文興宮
- 竹仔港忠義興賢宮
- 竹仔港義民興佑宮

新港、鹽田、烏林投、烏樹林
- 永安新港宮
- 鹽田南瑞宮
- 烏林投玄德宮
- 烏樹林保寧宮

#### 基督宗教
| 宗派                             | 教會（禮拜堂 / 聖堂） |
| -------------------------------- | --------------------- |
| 歸正宗長老會（臺灣基督長老教會） | 永安教會              |

### 特色活動
- 永安石斑魚節
- 天文文化節

### 特產
- 土豆
- 竹仔港土豆油
- 石斑魚

## 教育

### 國民中學
- 高雄市立永安國民中學(1975)：高雄市永安區保寧里保興一路3號[4]

### 國民小學
- 高雄市永安區永安國民小學(1922)：高雄市永安區永華里永華路49號[5]
- 高雄市永安區新港國民小學(1954)：高雄市永安區新港里新興路25號[6]
  - 高雄縣永安鄉新港國民小學鹽田分校(1951-1999)：高雄縣永安鄉鹽田村永達路81號
- 高雄市永安區維新國民小學(1955)：高雄市永安區維新里維新路光明9巷69-10號[7]

## 交通

### 快速公路
- 台61線（規畫中）
  - 永安交流道

### 公路
- 台17線：保安路。北往路竹區竹滬、興達港；往南接維仁橋至彌陀區、梓官區及楠梓區右昌。
- 市道186號：維新路。經維新、永安工業區至岡山區、本洲工業區。

### 客運
- 高雄客運
  - 紅76 捷運岡山高醫站－橋頭車站－彌陀國小－永安國小
  - 紅79 捷運岡山高醫站－鹽田
  - 8043 高雄火車站－臺17線－茄萣

## 旅遊

### 自然
- 永安溼地
- 永安滯洪池
- 永新漁港
- 永新灣
- 鑽石沙灣公園
- 烏林投步道
- 新港里景觀意象公園

### 人文
- 維新里彩繪村
- 永安黃家古厝

## 外部連結
- 高雄市永安區公所全球資訊網 （页面存档备份，存于）